# Wedge Tomb von Bohateh North

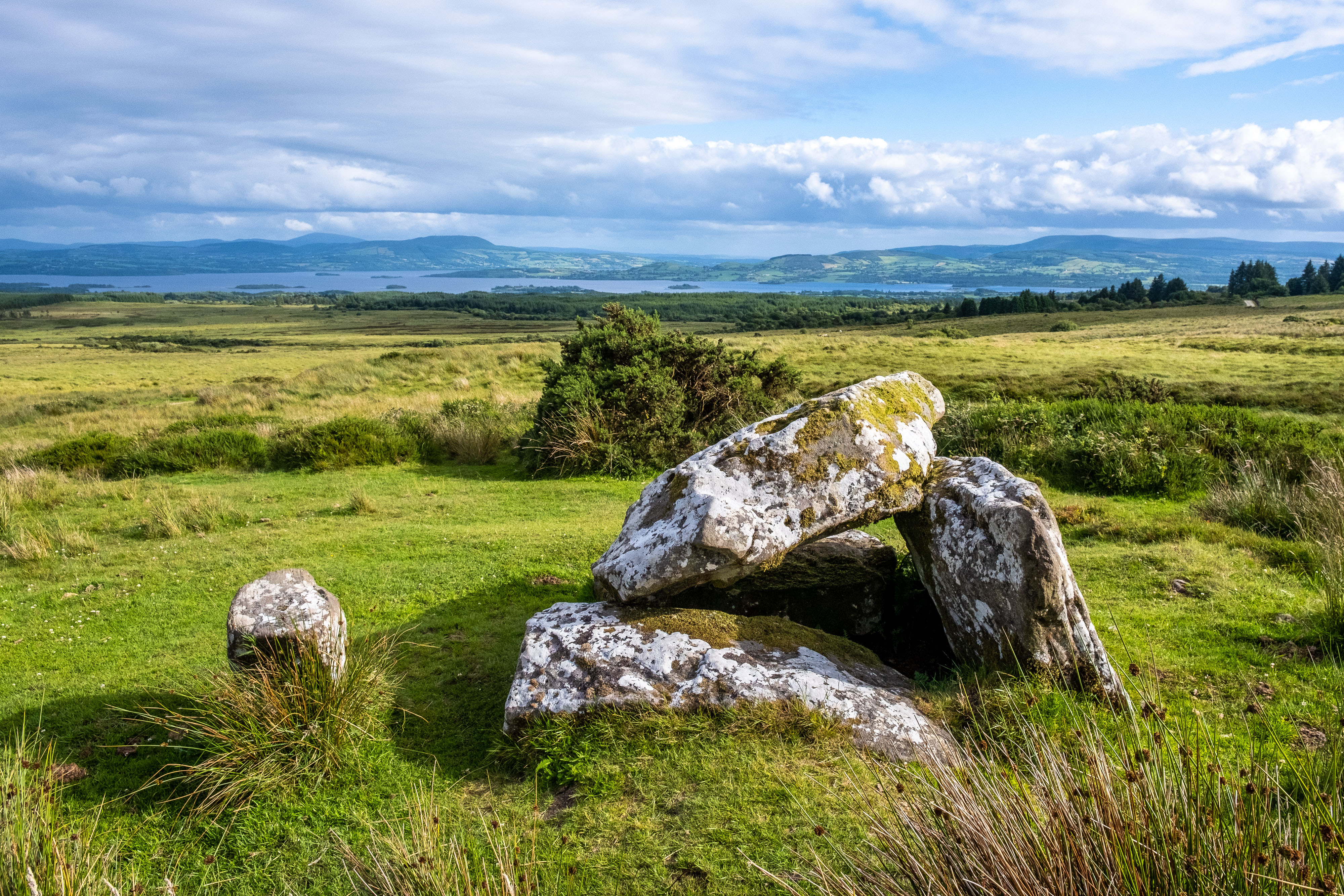
Wedge Tomb von Bohateh North

Das gestörte Wedge Tomb von Bohateh North liegt auf einer Anhöhe an den sumpfigen Südosthängen der Slieve Aughty Mountains, etwa 3,5 km nördlich des Ortes Mountshannon, westlich des Lough Derg im Townland Bohateh North (irisch Both Eite Thuaidh) im County Clare, unmittelbar an der Grenze zum County Galway in Irland. Wedge Tombs (deutsch „Keilgräber“), früher auch „wedge-shaped gallery grave“ genannt, sind zwischen 4000 und 2500 v. Chr. errichtete doppelwandige, ganglose, mehrheitlich ungegliederte Megalithbauten der späten Jungsteinzeit und der frühen Bronzezeit.
Beide Seitensteine der Kammer sind eingestürzt. Der nördliche ist 1,9 m lang, im Westen 1,1 und im Osten 0,85 m breit und 0,35 m dick. Der südliche ist 1,65 m lang, im Westen 0,9 und im Osten 0,75 m breit und 0,3 m dick. Der Endstein liegt im Westen (umgekehrt zur üblichen Ausrichtung). Er ist 2,1 m lang, 1,15 m hoch und 0,3 bis 0,4 m dick. Er befindet sich in situ, neigt sich aber nach innen. Ein 1,75 m langer, 2,0 m breiter und 0,25 bis 0,5 m dicker Deckstein liegt auf dem nördlichen Seitenstein und lehnt sich gegen den Endstein.
Die Kammer scheint mindestens 1,8 m lang, etwa 1,5 Quadratmeter groß und 1,0 Meter hoch gewesen zu sein. Die Abmessungen der Seitensteine deuten an, dass sie im Westen am höchsten war. Sie wurde auf der Anhöhe errichtet, bevor das Gelände vermoorte.
Vor der Kammer steht ein 0,65 m hoher säulenartiger Stein von 0,45 × 0,25 m. Ein schlecht definierter Cairn von etwa 10,0 × 7,5 m und 0,5 m Höhe umgibt das Wedge Tomb. An seinem westlichen Ende liegt eine 1,7 m lange, 0,6 m breite und 0,25 m dicke Platte. Ein teilweise verdeckter Block liegt am südwestlichen Rand des Hügels. Im Süden liegt ein 0,9 m langer und 0,4 m dicker Stein.
In der Umgebung liegen weitere archäologische Denkmäler. Dazu gehören ein Menhir, zwei Steinkisten und eine Einfriedung. Wahrscheinlich stammen sie, mit Ausnahme der Einfriedung, aus derselben Periode wie das Wedge Tomb.